# Pietà de Plougras
La Pietà de l'église Saint-Pierre à Plougras, une commune du département des Côtes-d'Armor dans la région Bretagne en France, est une pietà datant du XVIe siècle. La sculpture a été inscrite monument historique au titre d'objet le 5 septembre 2000.
La Vierge de Pitié en bois taillé et polychrome se trouve au-dessus du porche ouest de l'église. Marie est coiffée d'un voile, est assise et porte le corps du Christ agenouillé.  
Des anges et des boiseries aux couleurs très vives surmontent les vantaux anciens de la porte.

## Références

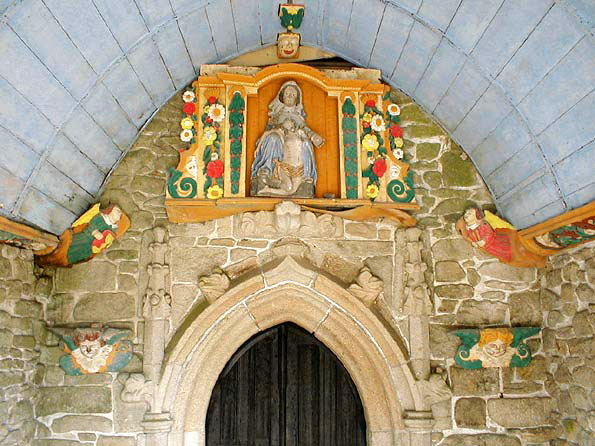
Porte et Vierge de Pitié